# Nehemías 2

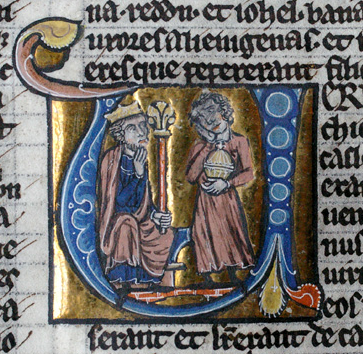
Nehemías entrega una píxide al rey Artajerjes, miniatura de la Biblia del Monasterio de Santa Maria de Alcobaça, hacia la década de 1220 (Biblioteca Nacional de Portugal). ALC.455, fl.147).

Nehemías 1 es el primer capítulo del Libro de Nehemías del Antiguo Testamento de la Biblia cristiana , o el capítulo 11 del libro de Esdras-Nehemías en la Biblia hebrea, que trata el libro de Esdras y el libro de Nehemías como un solo libro. La tradición judía afirma que Esdras es el autor de Esdras-Nehemías, así como del Libros de las Crónicas, pero los eruditos modernos generalmente aceptan que un compilador del siglo V a. C. (el llamado «Cronista») es el autor final de estos libros. Desde que tuvo noticias de Jerusalén durante el mes de Kislev (noviembre/diciembre), Nehemías esperó hasta el mes de Nisán (marzo/abril) para solicitar a Artajerjes I que le permitiera ir a ayudar en la reconstrucción de Jerusalén. Su petición es concedida por el rey, y aunque con menos autoridad que Esdras sobre los funcionarios de «Más allá del río», Nehemías recibe un puesto oficial con una escolta de oficiales y caballería.

## Texto
.

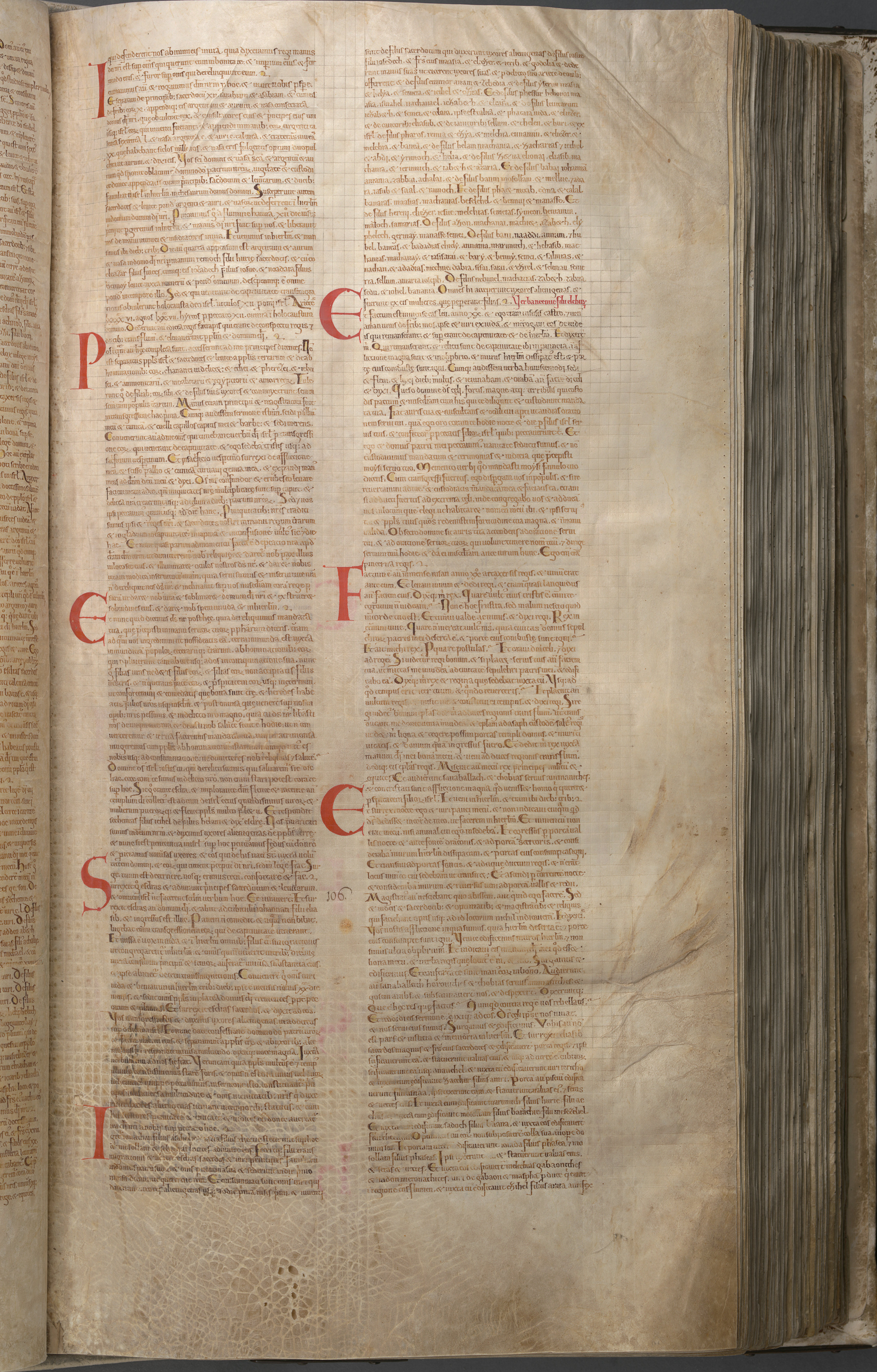
Una página que contiene el texto latino de Esdras 8:22-10:44 (final) y Nehemías 1:1-3:8 en el Codex Gigas (en español: Libro Gigante), el manuscrito medieval existente más grande del mundo (del)

Este capítulo se divide en 20 Versículos. El texto original de este capítulo está en lengua hebrea.

### Testigos textuales
Algunos de los primeros manuscritos que contienen el texto de este capítulo en Hebreo son del Texto Masorético, entre los que se incluye el Codex Leningradensis (1008). 
También existe una traducción al griego koiné conocida como Septuaginta, realizada en los últimos siglos a. C.. Los manuscritos antiguos existentes de la versión Septuaginta incluyen el Codex Vaticanus (B; {\displaystyle {\mathfrak {G}}}B; siglo IV), el Codex Sinaiticus (S; BHK: {\displaystyle {\mathfrak {G}}}S; siglo IV), y Codex Alexandrinus (A; {\displaystyle {\mathfrak {G}}}A; siglo V).

## Sabios como serpientes (2:1-8)
. 

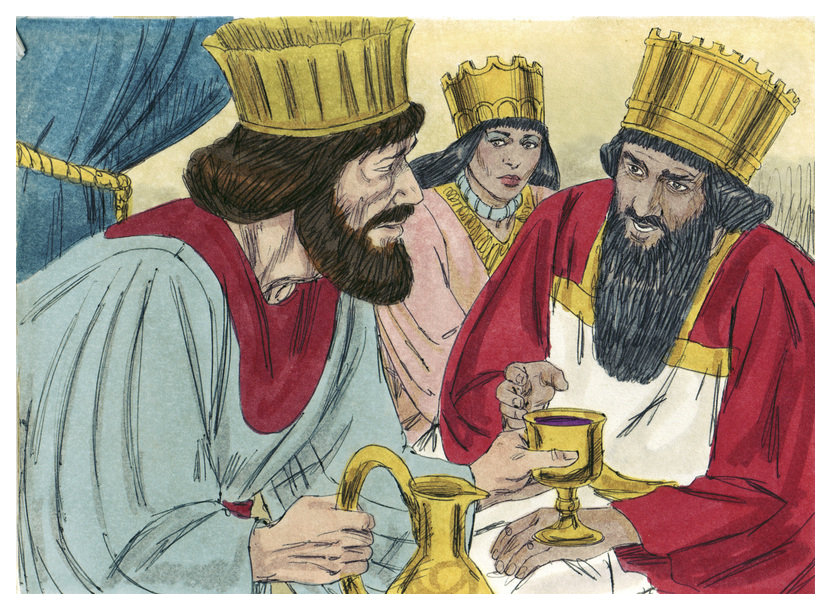
Nehemías ante el rey Artajerjes I. Ilustración del Libro de Nehemías, capítulo 2. Ilustraciones bíblicas de Jim Padgett

El escenario de esta parte es el salón de banquetes del rey Artajerjes, donde Nehemías desempeña sus funciones como copero. H. E. Ryle sugiere que Nehemías es el «copero favorito» del rey. Nehemías está triste, y el rey le pregunta por qué. McConville argumenta que la exhibición de una cara larga ante el rey muestra tres aspectos significativos de Nehemías: valor, piedad y sabiduría, que conllevan un grave riesgo para su vida (cf. Ester ante Asuero, KJV).

### Versículo 1
Y aconteció en el mes de Nisán, en el año veinte del rey Artajerjes, que el vino estaba delante de él; y tomé el vino, y dílo al rey».
No había estado antes triste en su presencia. 
- «Nisán»: Mientras que Esdras utiliza meses numerados (la nomenclatura de la Torá), Nehemías utiliza «nombres calendáricos babilónicos».[15]
- «Artajerjes»: o «Artajerjes Longimano».[16]

### Versículos 2-3
2 Entonces el rey me dijo: «¿Por qué está turbado tu rostro aunque no pareces enfermo? Esto no es más que un corazón preocupado.
Entonces me asusté mucho 3y le dije al rey: «¡Que el rey viva para siempre! ¿Por qué no se turbará mi rostro cuando la ciudad, el lugar de las tumbas de mis padres, esté desierta y sus puertas hayan sido destruidas por el fuego? 
- «Tuvo mucho miedo»: Nehemías está preocupado por ofender al rey, a pesar de 'lo que suena como una preocupación reconfortante', porque con Nehemías funcionando como catador oficial de vinos, 'el emperador bien podría preocuparse si Nehemías parece enfermo'.[15] No obstante, el rey accede con gusto a las peticiones de Nehemías (Versículo 8), quien recibe cartas y una escolta militar (Versículo 9), así como materiales para su viaje a Jerusalén.[15]

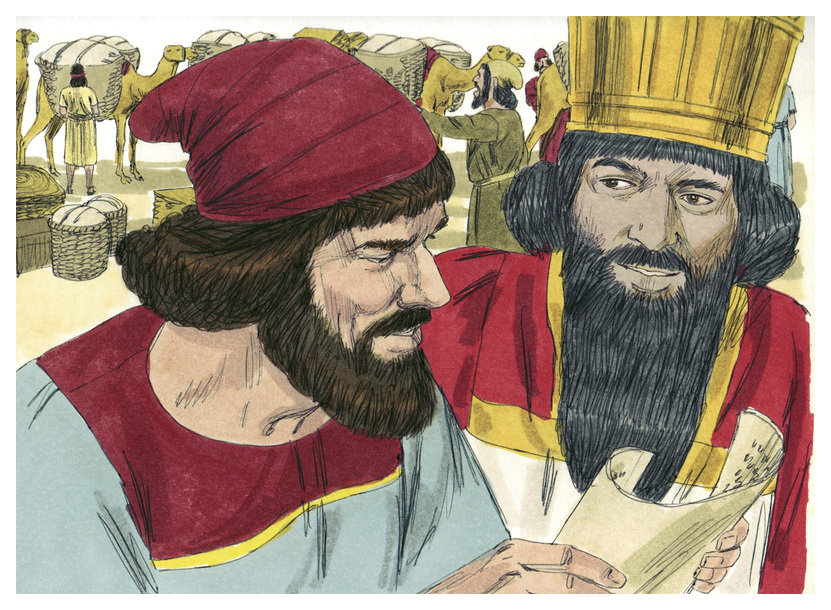
El rey accede a las peticiones de Nehemías. Ilustración del Libro de Nehemías Capítulo 2. Ilustraciones bíblicas por Jim Padgett

## Reconocimiento y oposición (2:9-20)
Esta parte describe el viaje de Nehemías a Jerusalén, y sus primeras acciones al llegar allí, especialmente su reconocimiento preliminar de las murallas por la noche, y la revelación de su plan para reconstruir las murallas de Jerusalén. El resentimiento de la población local (versículos 10-12) recuerda Esdras 1-Esdras 6.

### Versículo 9
Entonces llegué a los gobernadores del otro lado del río, y les entregué las cartas del rey. Y el rey había enviado conmigo capitanes del ejército y gente de a caballo. 
La escolta militar dada por el rey a Nehemías consistía en oficiales («capitanes»; sārê), ejército (ḥayil), y caballería («jinetes»; pārāšîm). La evidencia de soldados persas estacionados en Judá se muestra en las tumbas tipo cista que, por lo demás, sólo pueden encontrarse en yacimientos arqueológicos persas.

### Versículo 10
Cuando oyeron esto Sanbalat horonita y Tobías amonita, siervo, se entristecieron mucho de que hubiera venido un hombre a procurar el bienestar de los hijos de Israel.
- «Sanbalat el Horonita»: Smith-Christopher coincide con Blenkinsopp en que «horonita» se refiere aquí a Beth-Horon (Joshua 16:3, 5),[22] noroeste de Jerusalén, no los Horonaim de Moab (Isaiah 15:5; Jeremiah 48:3).[23].

### Versículo 11
Llegué, pues, a Jerusalén, y estuve allí tres días.
- «Tres días»: El mismo «intervalo de tres días» para 'descansar después del viaje y preparar planes' también es utilizado por Esdras (Esdras 8:32).[25]

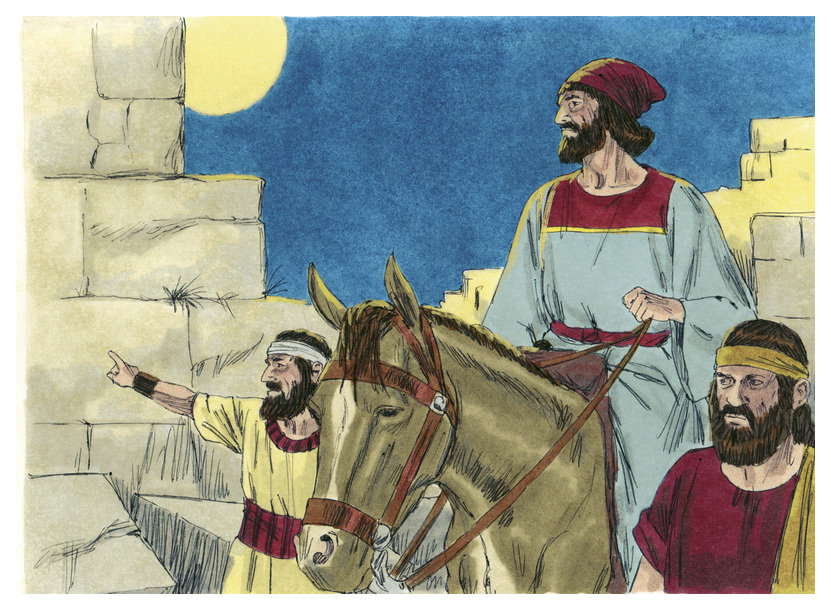
Nehemías inspeccionó los muros de Jerusalén por la noche. Ilustraciones bíblicas por Jim Padgett

.

### Versículo 19
Pero cuando lo oyeron Sanbalat el horonita, Tobías el subordinado amonita y Gesem el árabe, se burlaron de nosotros, nos despreciaron y dijeron: «¿Qué es esto que estáis haciendo? ¿Os rebeláis contra el rey?
- «Guesem el árabe»: otro enemigo de Nehemías (junto a Sanbalat y Tobías), que puede ser la misma persona que «Geshmu-Rey de Cedar», nombre mencionado en un cuenco de Ismalia, porque «Cedar» se asocia con «árabe» como en Genesis 25: 13; Isaiah 21:16-17; Isaiah 42:11; Isaiah 60:7, también en Herodotus 3.4.88.[27]

Los tres enemigos rodeaban geográficamente a Nehemías: Sambalat el horonita al norte, Tobías el amonita al este, y Gesem («kedaritas») al sur.

## Bien contra mal
Según J. Gordon McConville, un conflicto entre el bien (tob) y el mal (ra) subyace a la acción de este capítulo que no es inmediatamente obvio en la traducción al español: El rostro de Nehemías está «triste» (versículos 1-3) se describe en realidad utilizando la palabra «mal», que »tan abueno para el rey», como también en «la “buena” mano de Dios está sobre Nehemías» (versículos 8, 18), o «la buena obra» (versículo 18), que es simplemente «lo bueno» (o «lo bueno»).  El Versículo 10 muestra el contraste más marcado, donde «les desagradó» es literalmente «les hizo mal», mientras que «el bienestar» de los judíos es «su ”bien”. En este contexto, la decisión del rey y la reconstrucción de los muros son «buenas», mientras que los muros rotos, el dolor de Nehemías, o la conspiración de Sanbalat, Tobías y Gesem, son «malas». En este contexto, la decisión del rey y la reconstrucción de los muros son «buenas», mientras que los muros rotos, el dolor de Nehemías, o la conspiración de Sanbalat, Tobías y Gesem, son «malas».

## Lecturas complementarias
- Blenkinsopp, Joseph, "Ezra-Nehemiah: A Commentary" (Eerdmans, 1988)
- Blenkinsopp, Joseph, "Judaism, the first phase" (Eerdmans, 2009)
- Coggins, R.J., "The Books of Ezra and Nehemiah" (Cambridge University Press, 1976)
- Ecker, Ronald L., "Ezra and Nehemiah", Ecker's Biblical Web Pages, 2007.
- Grabbe, L.L., "Ezra-Nehemiah" (Routledge, 1998)
- Grabbe, L.L., "A history of the Jews and Judaism in the Second Temple Period, Volume 1" (T&T Clark, 2004)
- Throntveit, Mark A. (1992) "Ezra-Nehemiah". John Knox Press